# Refinería de La Plata
El Complejo Industrial La Plata (CILP) es uno de los complejos más importantes de América del Sur y uno de los activos industriales más dinámicos de la República Argentina perteneciente a YPF, se encuentra en el Partido de La Plata, Provincia de Buenos Aires.
Tiene una capacidad de refinación de 189 000 barriles por día, 118 800 barriles diarios de conversión y un índice de Complejidad Solomon de 8,2. La refinería posee la capacidad de procesar todas las variedades de crudo que se producen en el país para obtener una amplia gama de productos.
Cuenta, además, con una planta de elaboración de bases lubricantes, parafinas, extractos aromáticos y asfaltos 
y productos petroquímicos. Posee una capacidad de 860 m³ por día de bases terminadas y un índice de Complejidad Solomon de Lubricantes de 30,6. 
En el año 2012 se inauguró dentro del complejo, la planta de Hidrodesulfuración de Gasoil (HTG B), que produce 1825 millones de litros anuales de combustibles de alta calidad.

## Historia
Una de las primeras acciones del gobierno de Alvear fue nombrar al general Enrique Mosconi como director general de Yacimientos Petrolíferos Fiscales (YPF). Mosconi con el apoyo gubernamental impulsó el crecimiento de YPF con el objetivo de alcanzar el autoabastecimiento de petróleo, vital para el desarrollo autónomo del país, y promovió medidas tendientes a disminuir la competencia entre YPF y las empresas extranjeras. Logró la construcción del Complejo Industrial La Plata para la refinación del petróleo, lo que independizo al país de la compra de naftas. Pocos meses después de su habilitación comenzó la producción de nafta para aviones. Esta planta industrial fue la décima destilería más grande del mundo. Quince años después de inaugurada la Destilería, la realidad exhibía evidentes señales positivas: de 2.000 toneladas de crudo procesadas por día en 1925 se pasó a 5.000, y de solo cuatro productos que se elaboraban al comienzo (nafta, kerosene, aero-nafta y fuel oil) se llegó a 170, incluyendo disolventes, lubricantes líquidos, parafinas y asfaltos, entre otros.El 17 de octubre de 1945 los trabajadores de las fábricas de Avellaneda, Lanús y Quilmes y de los frigoríficos de Berisso, Ensenada y Complejo Industrial La Plata decidieron autoconvocarse, tomar las calles y comenzaron a marchar hacia la ciudad de Buenos Aires. En la Región este suceso movilizó a miles y dio surgimiento al peronismo, para ese entonces, el impulso de la industria de los frigoríficos, la inmigración y el aumento de la actividad comercial había cambiado las características del lugar.
En 1947, con la puesta en marcha de la Unidad de Destilación Primaria III, la Destilería elevó su capacidad de procesamiento a 7.800 m³ por día. En marzo de 1950 entró en operación la Unidad de Topping IV y un año más tarde la nueva Planta de Destilación Primaria.
La Destilería tuvo un nuevo e impactante impulso en el bienio 1954/55 con la Planta de Despacho de Subproductos, los Topping A y B, Polimerización Catalítica, Cracking térmico, Fraccionamiento de Nafta, Cracking Catalítico y Alkilación. Durante gobierno de Arturo Frondizi se clausuró el Ferrocarril Provincial, que desde la estación de 17 y 71 unía a toda la Región.
El astillero Río Santiago está ubicado sobre la margen izquierda del río y con más de 50 años de trayectoria en la industria naval y ha permitido el crecimiento de empresas vinculadas con la industria naval.
En tanto, los complejos siderúrgico y petroquímico tienen especial preponderancia en la vida de Ensenada. La empresa Siderar es la mayor empresa siderúrgica argentina y el Complejo Industrial La Plata, propiedad de YPF, comprendido desde su eje por la Petroquímica Mosconi, es de los más importantes de Sudamérica.

## Incendio del 2 de abril de 2013
A las 20 horas del 2 de abril de 2013, se produjo un incendio en el horno de Coke A y en la unidad de destilación Topping C del Complejo Industrial La Plata. Los piletones con agua tratada fueron desbordados y esta agua se juntó mezclando desagües industriales y líquidos pluviales dispersando el combustible. Este incendio ha dejado la planta fuera de servicio por lo cual su producción será reducida. Se aceleró la compra de combustible por 80 millones de dólares para paliar la parada obligada de la planta y se generó un plan de crisis.